# Chico Faria (football, 1949)
Pour les articles homonymes, voir Chico Faria.
Francisco Delfim Dias Faria, plus communément appelé Chico Faria, est un footballeur portugais né le 9 octobre 1949 à Matosinhos et mort le 16 juin 2004. Il évoluait au poste d'attaquant.

## Biographie

### En club
Chico Faria joue au Portugal durant toute sa carrière. Il évolue notamment au Sporting Portugal et au Sporting Braga.
Il dispute un total de 334 matchs en première division portugaise, inscrivant 82 buts. Il inscrit à trois reprises 10 buts en championnat : en 1971-1972, puis en 1975-1976, et enfin en 1979-1980. Avec le Sporting CP, il est sacré champion à deux reprises, en 1970 et 1974,.
Il remporte également la Coupe du Portugal en 1971, 1973 et 1974,.
Au sein des compétitions continentales européennes, il dispute un match en Coupe d'Europe des clubs champions, 12 en Coupe de l'UEFA (deux buts), et enfin 12 en Coupe des coupes (un but). Avec le Sporting CP, il atteint les demi-finales de la Coupe des coupes en 1974, en étant battu par le club allemand du 1. FC Magdebourg.

### En équipe nationale
International portugais, il reçoit quatre sélections en équipe du Portugal entre 1972 et 1977, pour un but marqué.
Il joue son premier match en équipe nationale et marque un but le 10 mai 1972 contre Chypre dans le cadre des qualifications pour la Coupe du monde 1974 (victoire 1-0 à Nicosie). 
Son dernier match a lieu le 16 novembre 1977 à nouveau contre Chypre dans le cadre des qualifications pour la Coupe du monde 1978  (victoire 4-0 à Oeiras).

## Palmarès
Avec le Sporting Portugal :
- Champion du Portugal en 1970 et 1974
- Vice-champion du Portugal en 1971
- Vainqueur de la Coupe du Portugal en 1971, 1973 et 1974
- Finaliste de la Coupe du Portugal en 1970 et 1972

Avec le Sporting Braga :
- Finaliste de la Coupe du Portugal en 1982